# Gard
Gard (oznaka 30) je francoski departma, imenovan po reki Gard (oz. Gardon), ki teče skozenj. Nahaja se v regiji Languedoc-Roussillon, ob Sredozemskem morju.

## Zgodovina
Departma je bil ustanovljen v času francoske revolucije 4. marca 1790 iz dela nekdanje province Languedoc.
Departma Gard je zaradi svoje lege; leži med Provanso, Languedocom, Seveni in Camarguejem, na robu Sredozemlja; izredno bogata kulturna pokrajina.
Prvobitne Ibere so v predrimskem času zamenjali keltski Volci. V antiki so ozemlje zasedli Rimljani, ki so tod leta 118 pr. n. št. zgradili cesto Via Domitia. Okoli leta 19 pr. n. št. je bil pri kraju Remoulins zgrajen rimski akvedukt Pont du Gard.

## Geografija
Gard leži na severovzhodu regije Languedoc-Roussillon ob Lionskem zalivu. Na jugozahodu meji na departma Hérault, na zahodu na departma regije Jug-Pireneji Aveyron, na severozahodu na departma Lozère, na severovzhodu na Ardèche (regija Rona-Alpe), na vzhodu pa na departmaja Vaucluse in Bouches-du-Rhône (Provansa-Alpe-Azurna obala).